# Eugène Cosserat
Eugène-Maurice-Pierre Cosserat (Amiens, 4 de março de 1866 — Toulouse, 31 de maio de 1931) foi um matemático e astrônomo francês.

## Vida
Estudou na Escola Normal Superior de Paris, de 1883 a 1888, onde doutorou-se em 1889. Em 1895 foi professor de cálculo na Universidade de Toulouse. Em 1908 foi então professor de astronomia e diretor do Observatório de Toulouse, onde permaneceu até o fim de sua vida. Foi eleito para a Académie des Sciences em 1919.
Seus estudos incluíram os anéis e satélites de Saturno, cometas e estrelas duplas, porém é mais conhecido por ter trabalhado com seu irmão François sobre superfícies capilares, e particularmente com problemas da elasticidade.

## Trabalhos
- Cosserat, E.; Cosserat, F. (1909). Théorie des Corps deformables. Paris: A, Hermann et Fils[2]